# 赤城自動車教習所
赤城自動車教習所（あかぎじどうしゃきょうしゅうじょ）は、群馬県伊勢崎市にある群馬県公安委員会の指定自動車教習所である。

## 教習内容
- 大型自動車
- 中型自動車
- 普通自動車第一種・第二種
- 大型特殊自動車
- 普通自動二輪車

## グループ校
- 大渡自動車学校
- 柳瀬橋自動車教習所
- 佐野中央自動車教習所
- 前橋天川自動車教習所
- 南渋川自動車教習所
- 学校法人小倉学園
  - 群馬自動車大学校
  - 東京自動車大学校
  - 早稲田美容専門学校
  - 新宿鍼灸柔整専門学校

## 交通アクセス
- 新屋駅から徒歩53分